# قرار مجلس الأمن التابع للأمم المتحدة رقم 469
قرار مجلس الأمن الدولي رقم 469 لعام 1980 بتاريخ 20 مايو يطالب فيه مجلس الأمن مجدداً إسرائيل بإلغاء الإجراءات المتخذة ضد القادة الفلسطينيين الثلاثة، وتسهيل عودتهم فوراً بحيث يمكنهم استئناف الوظائف التي جرى انتخابهم لها وتعينهم فيها.